# 新堡乡 (宁武县)
新堡乡，是中华人民共和国山西省忻州市宁武县下辖的一个乡镇级行政单位。2021年5月，撤销新堡乡，整建制并入石家庄镇。

## 行政区划
新堡乡下辖以下地区：
新堡村、旧堡村、前雄沟村、南梁村、梁家沟村、刘家沟村、赵家沟村、鸦呼崖村、碾泉村、炭窑沟村、接官亭村、石坝沟村、后雄沟村、千木沟村、石板桥村、芦草沟村、红土沟村、戈家窑村、达子营村、狮子沟村、王家沟村、王家滩村、岭底村和石坝村。